# АВИА FL.3
АВИА FL.3  (касније познат као Lombardi FL.3) је био италијански једномоторни авион, двосед, једнокрилни нискокрилац са самоносећим крилом, који се користио као авион за обуку пилота и авион за везу уочи и за време Другог светског рата. Након рата се користио и као спортски и туристички авион. Пројектовао га је Франсис Ломбарди (Francis Lombardi) а производила га је ваздухоплована фирма АВИА (Anonima Vercellese Industria Aeronautica). После рата производњу је преузела фирма Ломбарди и производила их до 1948. године.

## Пројектовање и развој
Још 1936. године инж. Франсис Ломбарди је почео рад на лаком спортском авиону који је носио ознаку L-3 према концепту: једнокрилац, мала крила, фиксни стајни трап и затворена кабина за посаду (путнике).
Прототип авиона L-3, је покретао чешки мотор Перси II, 4-цилиндрични ваздухом хлађени боксер мотор снаге 45 KS. Прототип је полетео 6. новембра 1938. године. Пројект је испунио спецификације које је објавило Министарство ваздухопловства Италије а односило се на лаке авионе погодне за употребу у италијанским Аеро Клубовима и Ратном ваздухопловству као авион за почетну обуку. Производна верзија авиона L-3 је добила ознаку FL-3 а сви произведени авиони до 1944. године су биле опремљене побољшаним мотором CNA снаге 60 KS, који је изведен из мотора Перси II. Разлика између авиона L-3 и FL-3 је била у моторима.

## Технички опис
Труп авиона је био потпуно направљен од дрвета како носећа конструкција тако и оплата од шперплоче. Предњи део авиона (мотор и носач мотора) је био обложен алуминијумским лимом. Између мотора и прве кабине налазио се резервоар за гориво. Резервоар је противпожарним зидовима био одвојен од мотора и пилотске кабине. У трупу су се налазила једна кабина са два седишта једно поред другог. Кабина  је имала ветробран и поклопац од плексигласа који се отварао подизањем поклопца на горе. Затворена кабина је штитила посаду авиона од ветра и атмосферских утицаја.
Авион је био опремљен ваздухом хлађеним четвороцилиндричним боксер мотором C.N.A. снаге 60KS (45kW). На вратило мотора се директно постављала двокрака дрвена вучна елиса фиксног корака пречника 1,82 m.
Носећа конструкција крила је била од дрвета са две рамењаче обложена шперплочом. Облик крила је био трапезаст, а нападна ивица крила је била управна на осу трупа авиона. 
Управљање авионом преко крилаца и кормила правца и висине обављао се уз помоћ сајли које су се кретале кроз труп и крила авиона преко ужетњача. Вертикални и хоризонтални стабилизатори као и кормило правца и висине су имали дрвену конструкцију а облогу од дрвене лепенке.
Стајни трап је био класичан фиксан са независним гуменим точковима. На крају репа авиона налазио се клавирски гумени точак као трећа ослона тачка авиона.

### Варијанте авиона AVIA FL.3
- AVIA FL.3 – је производни модел са мотором C.N.A. снаге 60KS (45kW).
- Lombardi FL.3 – је производни модел фирме Lombardi.
- Meteor FL.53 – побољшана варијанта израђена у фирми Meteor са мотором Continental снаге 65KS (48kW). Направљено је осам авиона.
- Meteor FL.53BM - модел FL.53 са мотором Continental снаге 90KS (67kW). Направљено је четири авиона.
- Meteor FL.54 – модел са три седишта, мотором Continental C90-12F снаге 90KS (67kW). Направљено је 53 авиона.
- Meteor FL.55 – модел са четири седишта, мотором Lycoming снаге 135KS (100kW). Направљено је четири авиона.
- Meteor FL.55BM – модел FL.55 са мотором Lycoming снаге 150KS (112kW). Направљено је 10 авиона.
- Meteor FL.55CM – модел FL.55 са мотором Lycoming снаге 180KS (134kW). Направљен је један авион.
- Meteor Super – модел FL.55 са повећаним вертикалним стабилизатором, и мотором Meteor Alpha снаге 220KS. Направљен је један авион.
- Meteor Bis – двоседи модел са мотором Meteor Alpha 2 снаге 110KS.

## Земље које су користиле Авион AVIA FL.3
- Италија
- Швајцарска
- Хрватска НДХ
- Нацистичка Немачка
- Југославија

## Оперативно коришћење
У току рата је направљено 355 примерака овог авиона а после рата се процењује да је направљено још толико, тако да је укупан број произведених авиона од 1938 до 1948. године износио око 700 примерака. Авиони су рађени са отвореном и затвореном кабином.
Војни инструктори летења су имали замерке на овај авион због распореда седишта раме уз раме што није одговарало за обуку војних пилота који су касније летели на једноседим авионима, као и на мању трајност овог авиона у односу на стандардне војне авионе за обуку, тако да су се у Италији највише користили за обуку у аеро клубовима. Године 1941. Хрватска (НДХ) је наручила 20 примерака који су коришћени за обуку пилота и у анти-герилским операцијама (против партизана). Након капитулације Италије 1943., Немци су запленили 250 примерака који су касније коришћени у пилотским школама Луфтвафе (Бечу, Клагенфурту и Стразбуру). После рата неколико авиона је продато Швајцарској а у Риму је организована пилотска школа у којој су обучавани израелски пилоти на овим авионима.
Последњи авиони овог типа су коришћени до средине 50-тих година, мада и данас постоје сачувани авиони који су у летном стању и користе се на авио изложбама.

## Авион AVIA FL.30 у Југославији
Авион овог типа је из састава хрватског зракопловства НДХ прелетео на страну партизана 20. октобра 1943. године код Бугојна. Авион је у ваздухопловној бази у Ливну, коришћен је за тренажу пилота. Међутим због ограничене количине горива извршено је само 15 летова. При покушају прелета за Гламоч, 5. децембра 1943. године, нестало је горива и принудно се спустио. Да не би пао у руке непријатеља запаљен је 7. децембра 1943. године приликом напада непријатеља на Ливно.
Један авион овог типа је заробљен неисправан при ослобођењу Бања Луке. На крају рата маја 1945. године на аеродром Задар слетела су два авиона, а 6. априла 1945. године из Загреба је један слетео код Глине. 
После рата је коришћено 4 авиона ( хрватских регистрационих бројева 8010,8015,8018,8110) једно краће време, а онда су отписани због недостатка резервних делова.